# Медаль «Данк»
Медаль «Данк» (кирг. Даңк медалы; Медаль Славы) — государственная награда Кыргызстана. Учреждена 16 апреля 1996 года законом «Об учреждении государственных наград Кыргызской Республики».
Существует также орден «Данк».

## Положение о медали
Положение о медали и её описание утверждены 10 июля 1996 года указом Президента Кыргызстана:
Медалью «Данк» награждаются граждане за существенные достижения в государственной службе, производственной, научно-технической, творческой, воспитательной, общественной и благотворительной деятельности.

## Описание медали
Медаль состоит из двух частей — серебряной колодочки и серебряного диска, соединённых между собой оригинальной системой крепления, помещённого в глубине диска. На колодочке изображены две скрещивающиеся лавровые ветви — символ славы, поверх которых — два прямоугольника, покрытых горячим методом красной эмалью. Диск выполнен в нетрадиционной манере: в самом центре и по краям диска — сквозные отверстия, придающие ему впечатление лёгкости. Ниже по центру диска размещена надпись «Данк», а по обе стороны от центра — элементы киргизского национального орнамента.
В ходе торжественной церемонии медаль вручается прикреплённым к широкой чрезплечной шёлковой ленте красного цвета с пришитыми шёлковыми полосками золотого цвета, отстающими от края.
 Символом медали является планка обтянутая лентой красного цвета с золотыми полосками, отстающими от края.

## Награждения
Первые награждения медалью были произведены 4 февраля 1996 года. Одним из первых награждённых был Герой Социалистического Труда Жумакадыр Мойдунов. По состоянию на 2024 год медалью «Данк» было награждено 1397 человек.
Медалью «Данк» в разное время были награждены:
- Шойгу, Сергей Кужугетович (1997)
- Россель, Эдуард Эргартович (1999) — за значительный вклад в укрепление дружбы, экономическое и культурное сотрудничество между Кыргызстаном и Россией на региональном уровне
- Каримов Якуб Каримович (2000) — в честь 25-летия пуска первого агрегата Токтогульской ГЭС, а также за внесенный вклад в развитие гидроэнергетики Кыргызстана.
- Иванов, Сергей Борисович (2002) — за заслуги в развитии военного и военно-технического сотрудничества
- Бочкарёв, Василий Кузьмич (2004) — за значительный вклад в укрепление дружбы, экономическое и культурное сотрудничество между Кыргызстаном и Россией на региональном уровне
- Видугирис, Альгимантас (2006) — за значительный вклад в развитие киноискусства Кыргызстана.
- Арзамасцев, Николай Михайлович[2]
- Учкемпирова, Роза Мавлетовна (2007)[3]
- Ваккер, Евгений Владимирович (2011)[4]
- Чоротегин, Тынчтыкбек Кадырмамбетович (2011) — за значительный вклад в построении демократии в Кыргызстане
- Жирков, Александр Николаевич (2015) — за значительный вклад в укрепление дружбы и общественно-культурных связей между Кыргызской Республикой и Республикой Саха (Якутия)
- Аванесов, Александр Николаевич (2017)
- Акрамов, Эркен Хашимович (2017)[4]
- Маслова, Дарья Владимировна (2017)
- Крутько Андрей Андреевич (2019)[5]